# تاريخ الجاينية

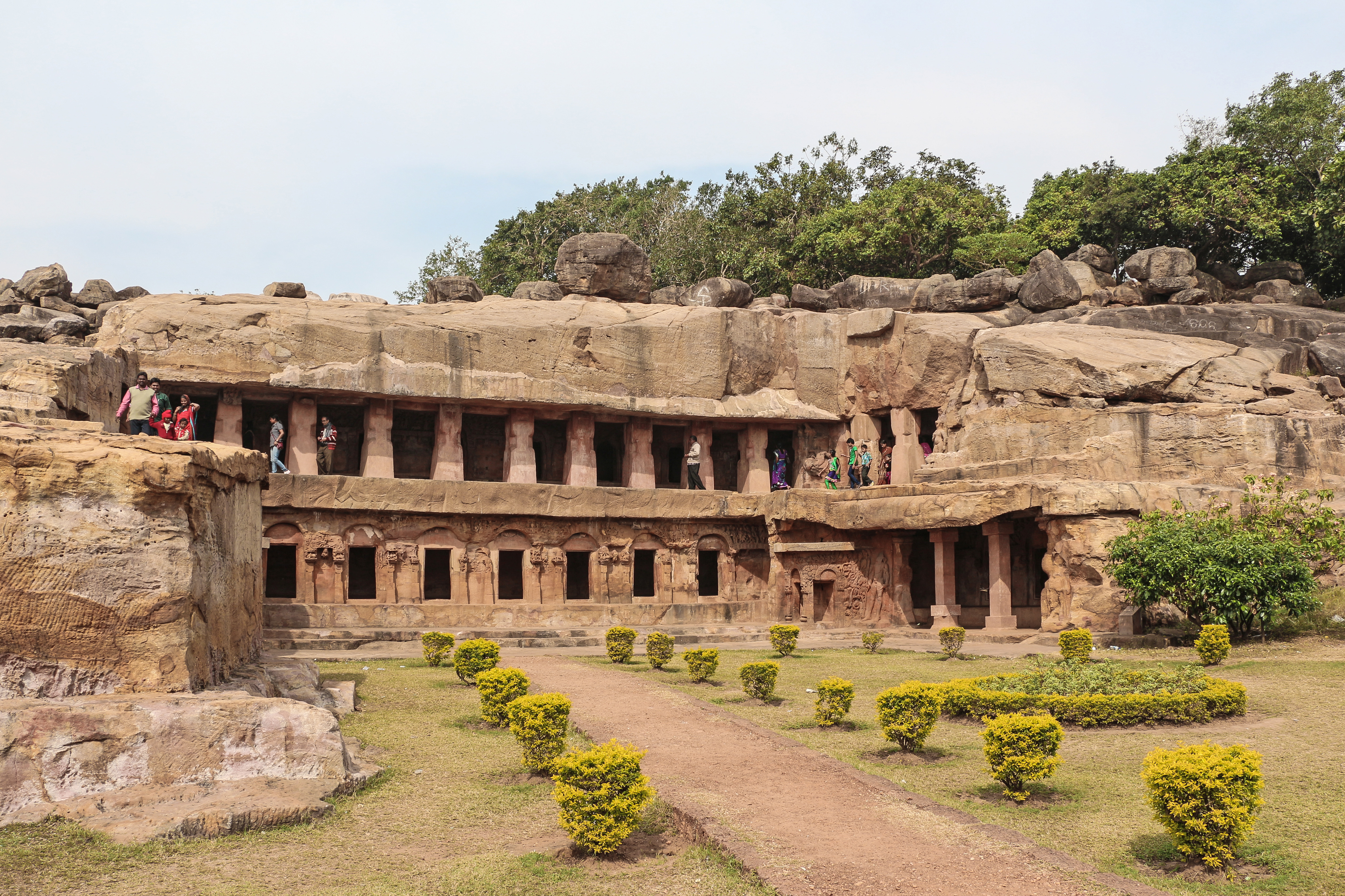

الجاينية ديانة تأسست في الهند القديمة. يرجع الجاينيون تاريخهم إلى أربعة وعشرين تيرثنكارا، ويقدسون ريشاباناثا على أنه التيرثنكارا الأول (في الدورة الزمنية الحالية). وُجدت في وادي السند بعض الآثار التي يُقال إنها مرتبطة بالثقافة الجاينية، ولكنها محلّ شكّ وتأويل. لم يقبل معظم العلماء هذه النظرية لقلة المعلوم عن نقوش وادي السند وتصاويره. آخر تيرثنكارين: التيرثنكارا الثالث والعشرون بارشفاناثا (بين القرنين الثامن والسابع قبل الميلاد) والتيرثنكارا الرابع والعشرون ماهافيرا (بين عامي 599 و527 تقريبًا، قبل الميلاد)، ويعتبَران شخصيتين تاريخيتين. عاصر ماهافيرا البوذا. وتقول النصوص الجاينية إن التيرثنكارا الثاني والعشرين عاش قبل نحو 85 ألف عام وهو ابن عم الإله الهندوسي كريشنا. يعتبر الجاينيون دينهم أزليًّا.
بدأ المذهبان الرئيسان في الجاينية -وهما الديغمبارا والسفيتمبارا- على الأرجح في نحو القرن الثالث قبل الميلاد، واكتمل الانقسام في القرن الخامس بعد الميلاد. تقسّمت هاتان الفرقتان بعد ذلك إلى طوائف عديدة منها الستثاناكافاسي والتيرابانثس. تعايشت الجاينية والبوذية والهندوسية في الهند في القرون الوسطى. بُني كثير من المعابد الجاينية التاريخية قرب معابد هندوسية وبوذية في الألفية الأولى من الميلاد. بعد القرن الثاني عشر، عانت التقاليد الجاينية الزهديّة، ومراسم الحج والمعابد، اضطهادًا في الحكم الإسلامي، إلا في حكم جلال الدين محمد أكبر، الذي أدى تسامحه مع الجاينية ودعمه لها إلى منعه قتل الحيوانات في أيام احتفال الباريوسان الجايني.

## الأصول
أصول الجاينية غامضة. يقول الجاينيون إن دينهم أزلي، وإن ريشاباناثا هو مؤسسه في هذه الدورة الزمنية، وهو رجل عاش قبل 8 ملايين وأربعمئة ألف سنة بورفية. ريشاباناثا هو التيرثنكار الأول بين التيرثنكارات الأربعة والعشرين الذين يعتبرهم المؤرّخون شخصيات ميثولوجية.
يختلف العلماء في آرائهم عن أصل الجاينية. وُجدت في وادي السند بعض الآثار التي يُقال إنها مرتبطة بالثقافة الجاينية، ولكنها محلّ شكّ وتأويل. لم يقبل معظم العلماء هذه النظرية لقلة المعلوم عن نقوش وادي السند وتصاويره. 
حسب أطروحة هيلموث غلاسيناب، يمكن أن تعود أصول الجاينية إلى التيرثنكار بارشفاناثا (عاش بين القرنين الثامن والسابع قبل الميلاد تقريبًا)، ويقول غلاسيناب إن أول 22 تيرثنكارًا ما هم إلا شخصيات أسطورية. أما أطروحة سارفيبالي راداكريشنان، وهو أول نائب رئيس في الهند، فإن الجاينية تعود إلى ما قبل كتابة الفيدات. يُعتبَر آخر تيرثنكارين: بارشفاناثا وماهافيرا (599 إلى 527 قبل الميلاد تقريبًا) شخصيتين تاريخيتين. عاصر ماهافيرا البوذا. وتقول النصوص الجاينية إن التيرثنكارا الثاني والعشرين عاش قبل نحو 85 ألف عام وهو ابن عم الإله الهندوسي كريشنا. يعتبر الجاينيون دينهم أزليًّا. 

## التيرثنكارات وتسلسلهم
تعتقد النصوص والتقاليد الجاينية بأربعة وعشرين تيرثنكارًا. ويُعتَقد أنهم كانوا أطول بخمسة أضعاف من البشر العاديين، وأنهم عاشوا آلاف السنين في التقليد الجايني. لا يقرّ المؤرّخون إلا بآخر تيرثنكارين فيقولون إنهما مبنيان على شخصيات تاريخية في الألفية الأولى قبل الميلاد. لا تشير النصوص البوذية إلى ماهافيرا على أنه مؤسس دين جديد، بل على أنه جزء من تقليد النيرغنثاس الزهدي. هذا ما جعل العلماء يستنتجون أن ماهافيرا ليس هو المؤسس، لكنه مجدد لتراث أسسه سلفه بارشفاناثا.

### ماهافيرا
في خلال القرن السادس قبل الميلاد، كان ماهافيرا واحدًا من أهم المعلمين الجاينين المؤثرين. يبجّل الجاينيون ماهافيرا على أنه التيرثنكار الرابع والعشرون، وآخر التيرثنكارات في هذا الزمن الكوني. ولكن يُظَنّ خطأً أحيانًا أنه هو المؤسس، أما في التراث الجايني فهو رجل اتبع دينًا تأسس قبله بأزمنة طويلة.

### بارشفاناثا
تدل الأدلة التاريخية المعتبرة على أن التيرثنكار الثالث والعشرين بارشفاناثا، وهو سلف ماهافيرا، عاش بين القرنين التاسع والسابع قبل الميلاد.

### ريشاباناثا
تشير الفيدات إلى اسم ريشابا. ولكن في سياق الريغفيدا والأثارفافيدا والأوباناشيدات، فإن هذا الاسم يشير إلى الثور، أو إلى «أي حيوان ذكر»، أو «الأفضل من أي جنس»، أو «نوع من الأعشاب الطبية». وفي الفيدات الأخرى هو لقب للإله الهندي شيفا (رودرا). أما النصوص الهندوسية الأسطورية المتأخرة مثل الباغافاتا بورانا فتشير إلى ريشابا جينا على أنه من أفتارات الإله فشنو. 

### التسلسل
بعد أن بلغ بارشفاناثا النيرفانا، أصبح طالبه سوباداتا رئيس النسّاك. ثمّ خلف سوباداتا هاريداتا، ثم أرياسمودرا، ثم برابا ثم كيسي. يسجل نص أوتاراديايانا، وهو نص سفيتمباري، حوارًا بين طالب من طلاب ماهافيرا وكيسي، قبلَ على إثره كيسي -هو وجماعته- ماهافيرا على أنه تيرثنكار واتحدوا معه نتيجة لهذا. 
يُعتَقَد في التراث الجاني أن التيرثنكارات بلغوا العلم المطلق، وهي معروفة بلفظ «كيفالا غيانا». بعد ماهافيرا، يُقال إن واحدًا من طلّابه -وهو سودارما- تكلّف أمر القيادة من بعده. ولم يزل سودارما رئيس المجتمع الجاني حتى عام 600 قبل الميلاد. بعد موته، أصبح طالبه جامبوسوامي رئيس النسّاك. ولم يزل جامبوسوامي رئيس النساك حتى عام 463 قبل الميلاد. وفي التراث أن سودارما سفامي وجامبو سوامي كلاهما بلغ العلم المطلق، كيفال غيانا. ويُقال إنه لم يبلغ أحد هذه المنزلة بعد جامبو سفامي حتى الآن.

## الانقسام
بدأ المذهبان الرئيسان في الجاينية -وهما الديغمبارا والسفيتمبارا- على الأرجح في نحو القرن الثالث قبل الميلاد، واكتمل الانقسام في القرن الخامس بعد الميلاد. تقسّمت هاتان الفرقتان بعد ذلك إلى طوائف عديدة منها الستثاناكافاسي والتيرابانثس. في فترة حكم تشاندراغوبتا ماوريا، انتقل أكاريا بادراباهو إلى كارناتاكا ليهرب من مجاعة دامت 12 عامًا. بقي سثالوبادرا، وهو من تلاميذ أكاريا بادرباباهو، في ماجدها. عندما عاد أتباع بادراباهو، حدث جدال بينهم في موثوقية الأنغات الجاينية.  وصار الماجدهيون يرتدون ثيابًا بيضًا، وهو أمر غير مقبول عند الآخرين الذين لم يزالوا عُراة. وهكذا نشأت فرقتا الديغمبارا والسفيتمبارا، فأما الديغمبارا فبقوا على عريّهم، وأما السفيتمبارا فارتدوا الأبيض. وجد الديغمبارا هذا خروجًا عن العقائد الجاينية، التي تأمر بعريّ النسّاك الكامل، حسب قولهم. يفسّر بعض العلماء وجود مصطلح الفلاسفة العراة في السجلات الإغريقية بأنه إشارة إلى التقليد الديغمباري الجايني السراماني. 
عُقد مجمع فالابي في عام 454 بعد الميلاد. في هذا المجمع، أقرّ السفيتمبارا بأن نصوصهم هي النصوص المقدسة الجاينية. أما الديغمبارا فيرفضون هذه النصوص لأنها غير موثوقة. عمّق هذا المجمع المعقود في القرن الخامس الانقسامبين الفرقتين الكبريين في الجاينية.

### الآجيفيكا
ترتبط الجاينية بديانة هندية أخرى تسمى الآجيفيكا. تظهر هذه الديانة في نصوص البوذية والجاينية القديمة، وتُنسب إلى ماكالي غوسالا، وهو معاصر لبوذا وماهافيرا.
تسمي سوترا الباغافاتي الجانية مؤسس الآجيفيكا غوسالا مانكاليبوتا (أي غوسالا بن ماكالي). ويقول النص إن غوسالا كان تلميذًا عند ماهافيرا لمدة ست سنوات، افترق بعدها الرجلان كلٌّ في طريقه. تشير سوترا الباغافتي إلى نقاش ثم خلاف ثم اقتتال بين الطائفتين اللتين يقودهما ماهافيرا وغوسالا. ازدهرت الجاينية تحت حكم الإمبراطورية الناندية (424–321 قبل الميلاد). احترفت الآجيفيكا والجاينية الزهد. وهذا أول انقسام موثَّق بين ماهافيرا ورجلٍ يرجح أنه كان تلميذه. 
اكتُشف أقدم دليل تاريخي أثري لجسد (تمثال) عارٍ بلا رأس في عام 1937 قرب باتنا (بهار)، سُمّي الجسد بعد ذلك «جسد لوهانيبور». يقول العلماء إن هذا الجسد يعود إلى القرن الثاني قبل الميلاد. وهو صخرة ملونة فنية على شكل إنسان، ولكنه من غير الواضح إن كان هذا التمثال جايني أم آجيفيكي أم من تقاليد هندية أخرى. ولئن كان من الثابت أنه غير بوذي، وأنه عارٍ على طريقة الجاينيين، فإنه قد يكون غير جايني لأنه يفقد عناصر التصوير الجايني، ولأنه ليس بين يدينا من قطع فنية جاينية عالية المستوى من تلك القرون. هذا والقطع الفنية الجاينية المكتشفة في الفترة نفسها في شمال الهند تظهر أشكالًا ورموزًا مختلفة. لذا فلا يُستبعد أن تكون آجيفيكية أو من تقليد زهدي عارٍ آخر، ولكن أن تعكس القطع الفنون الجاينية في القرن الثاني قبل الميلاد غير ممكن. اكتُشفت في سبعينيات القرن العشرين تماثيل طينية قديمة عارية قرب أيوديا، وهي تماثيل تشبه تمثال جسد لوهانيبور، ولكن الفنون الطينية غائبة عن التراث الجايني، وهذه التماثيل الأيودية لا تظهر فيها طريقة التصوير الجاينية.